# Diego Klimowicz
Diego Fernando Klimowicz (Quilmes, 6 luglio 1974) è un ex calciatore argentino, di ruolo attaccante.

## Biografia
È fratello di Javier, calciatore attivo soprattutto in Ecuador. Anche suo figlio Mateo ed i nipoti Matías e Luca sono calciatori professionisti. Ha origini polacche ed ucraine tramite il padre.

## Carriera

### Instituto
Di origini polacche e ucraine, Klimowicz esordisce a 19 anni nella seconda divisione argentina con la maglia dell'Instituto, club con cui gioca 4 anni (dal 1993 al 1996) con discreta regolarità, collezionando 57 presenze e 12 reti.

### Gli anni in Spagna
Nel 1997 passa ai madrileni del Rayo Vallecano, con i quali riesce a segnare 11 reti in 39 incontri.
Nella successiva stagione passa al Real Valladolid, ma stavolta delude le aspettative e in 3 stagioni segna solo 4 gol in 41 partite.

### Lanús
Nel 1999 torna in Argentina per giocare in Primera División con il Lanús. In 3 anni gioca 51 partite e segna 23 gol, mantenendo una media realizzativa di quasi un gol ogni due partite.

### Gli anni in Germania
Nel 2001 Diego Klimowicz passa ai tedeschi del Wolfsburg, dove gioca per sette anni. Con il Wolfsburg, l'ormai ventisettenne Klimowicz disputa 149 partite in campionato realizzando 57 gol e partecipa alla Coppa Intertoto 2001, 2003 e 2004. Nella parte iniziale della Bundesliga 2004-2005, la squadra lotta per la vittoria del campionato, ma nel girone di ritorno subisce un calo di rendimento. Negli anni successivi il Wolfsburg rischia anche di retrocedere e Klimowicz nel 2007 si trasferisce al Borussia Dortmund. Qui riesce a giocare la Coppa UEFA e a vincere l'edizione non ufficiale del 2008 della Supercoppa di Germania. In campionato chiude con un bottino di 6 reti in 28 incontri.
Nel 2009 si trasferisce al Bochum, dove totalizza 8 gol in 26 partite.

### Ritorno in Argentina
Nel 2011 ritorna in patria e conclude la propria carriera indossando nuovamente la maglia dell'Instituto.

## Palmarès

### Individuale
- Capocannoniere della Coppa del Re: 1

1996-1997 (7 gol)